# Chole bhature
Chole bhature (hindi: छोले भटूरे) er en ret fra det indiske køkken og er en kombination af chole (stærkt krydrede kikærter) og det stegte brød bhatoora. Det spises særligt i Nord-Indien. Retten er opstået i Punjab. 
Chole bhature sælges af gadesælgere. Retten er populær som frokost i større indiske byer. Den spises nogle gange sammen med lassi. 
Retten kaldes også Chola poori fordi bhatoora kan ligne poori.